# Soljanka

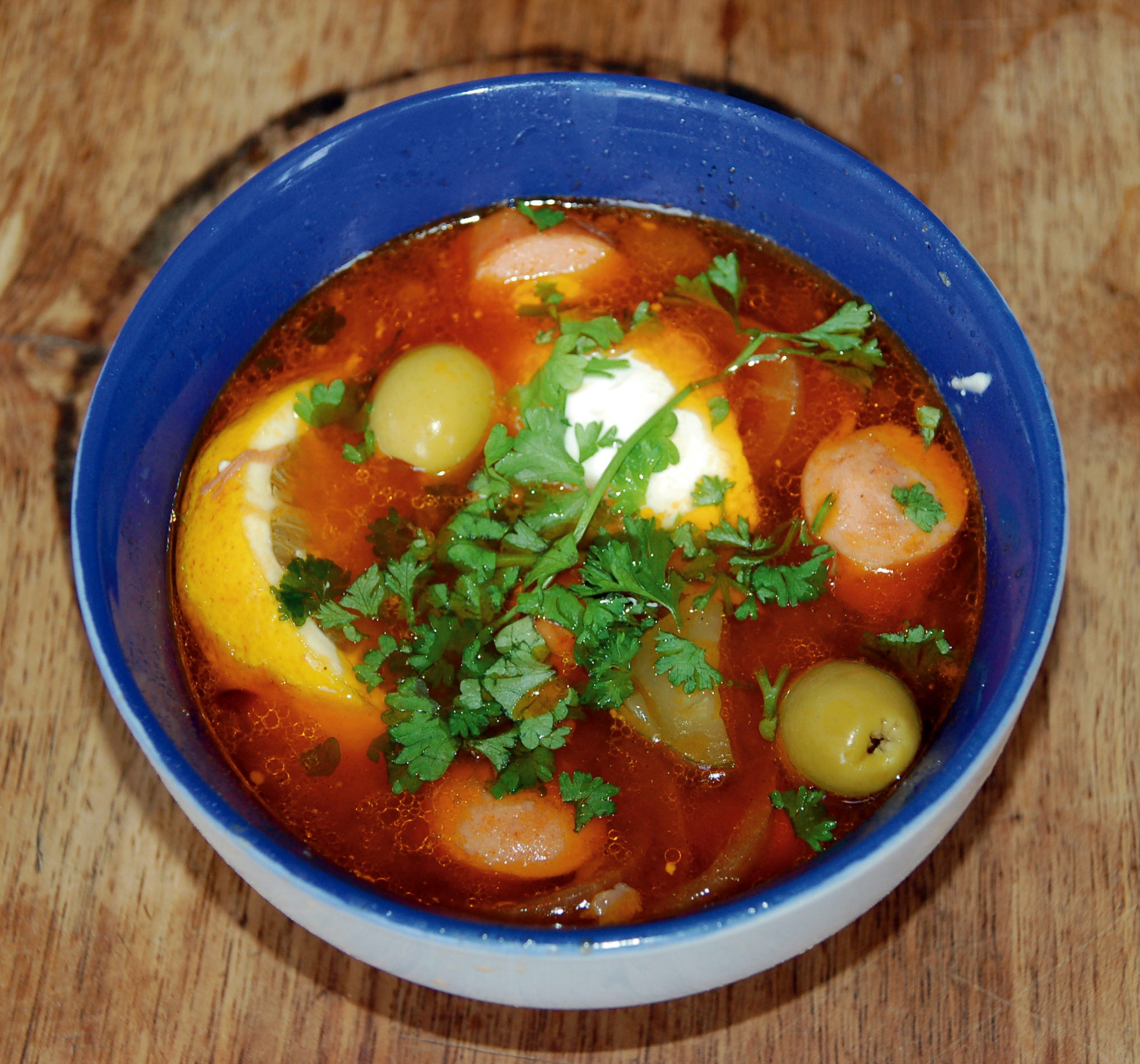
Soljanka met olijven

Soljanka is een lichtzure maaltijdsoep uit de Russische keuken met een scherpe en tevens zure smaak. Het gerecht wordt ook veel gegeten in de landen van het voormalig Oostblok. Er worden drie varianten soljanka onderscheiden, met vlees, met vis en met paddenstoelen.
De herkomst van het woord soljanka is niet duidelijk. In de recepten van voor de 18e eeuw wordt alleen over soljanka met vis gesproken en werd het gerecht seljanka genoemd, wat zoiets betekent als van het land. Vanaf het einde van de 19e eeuw raakte de naam soljanka in zwang.
In het boek "Sint-Petersburg" van Theun de Vries is er sprake van "koude soljanka".